# 沙石峪

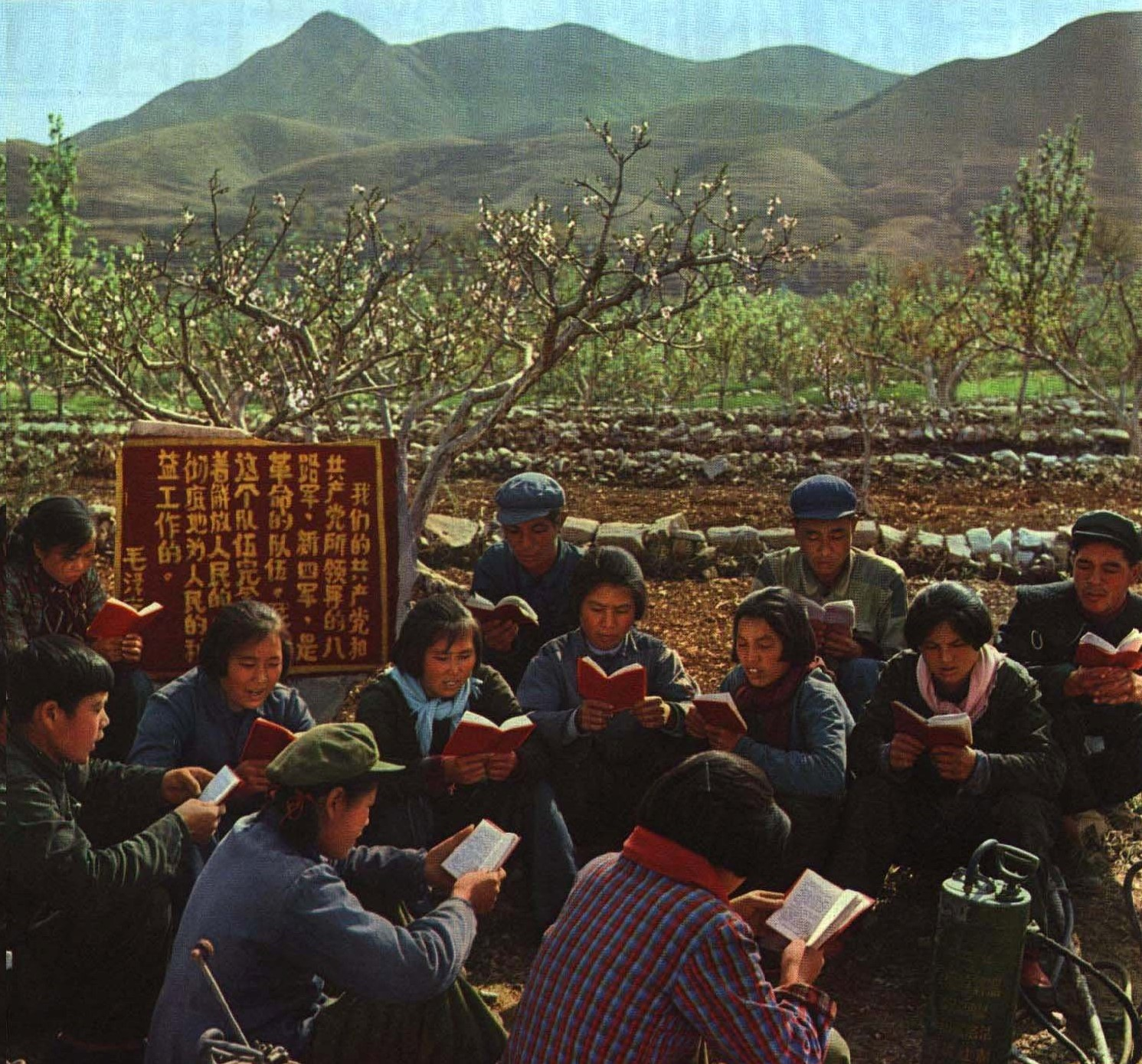
1967年的河北遵化沙石峪

沙石峪位于中国河北省遵化市东南部。周恩来总理曾两次亲临该村，并和阿尔巴尼亚总理每人各栽下了一棵柏树。该村在张贵顺同志的带领下，开展了“万里千担一亩田，青石板上创高产”的开山造田，打井取水的农业建设，一改“土如珍珠水如油，漫山遍野大石头”的落后局面。如今的沙石峪是牛羊满山腰，葡萄金秋飘香，乡镇企业林立。